# Carl Saltzmann

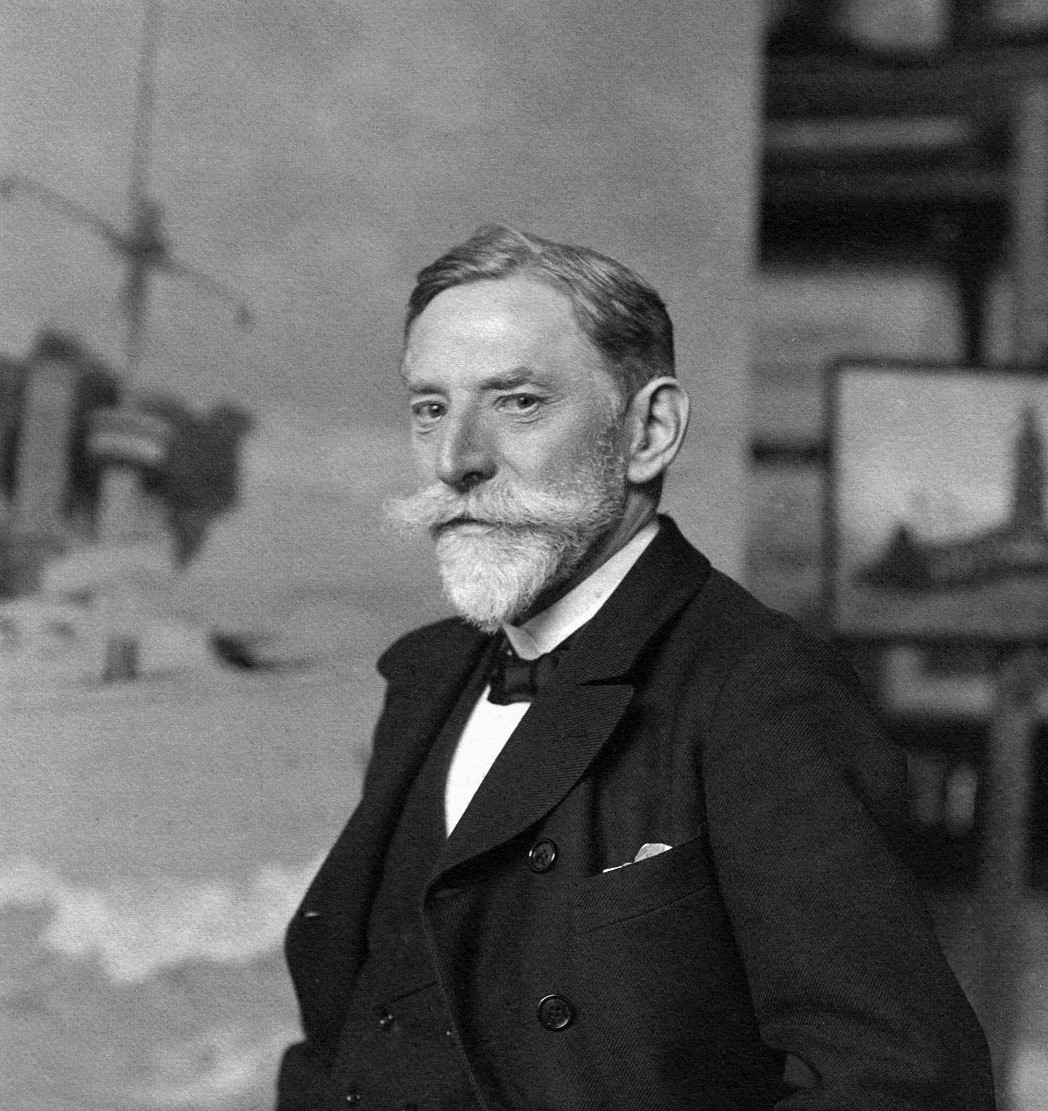
Carl Saltzmann (1908). Foto von Wilhelm Fechner

Carl Saltzmann

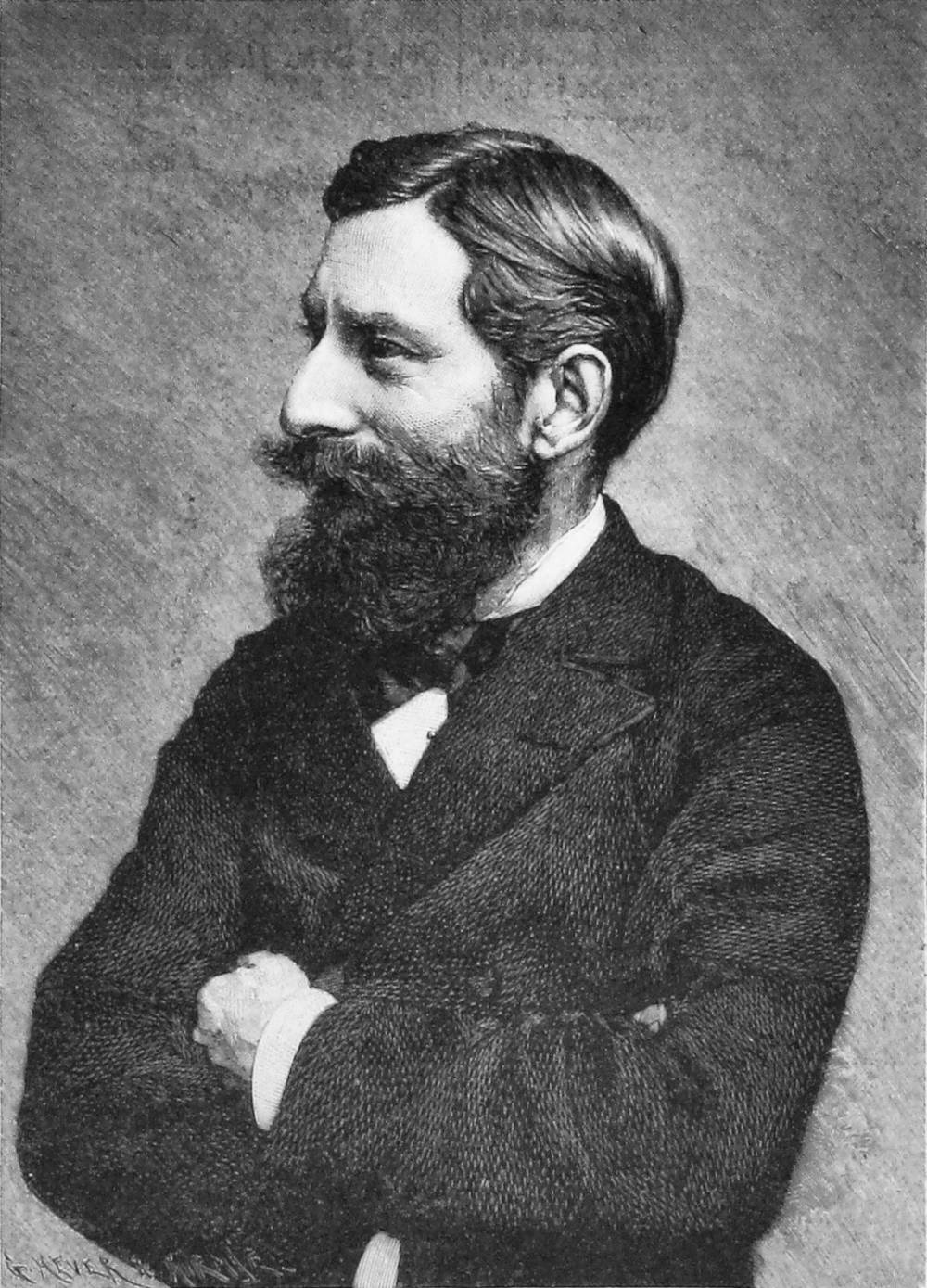
Porträt C. Saltzmann nach einer Fotografie des Berliner Fotografen Léon Alfred Vassel

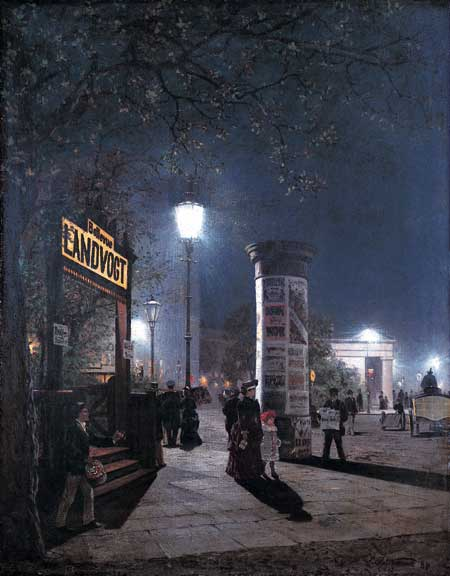
Carl Saltzmann: Erste elektrische Straßenbeleuchtung in Berlin, 1884

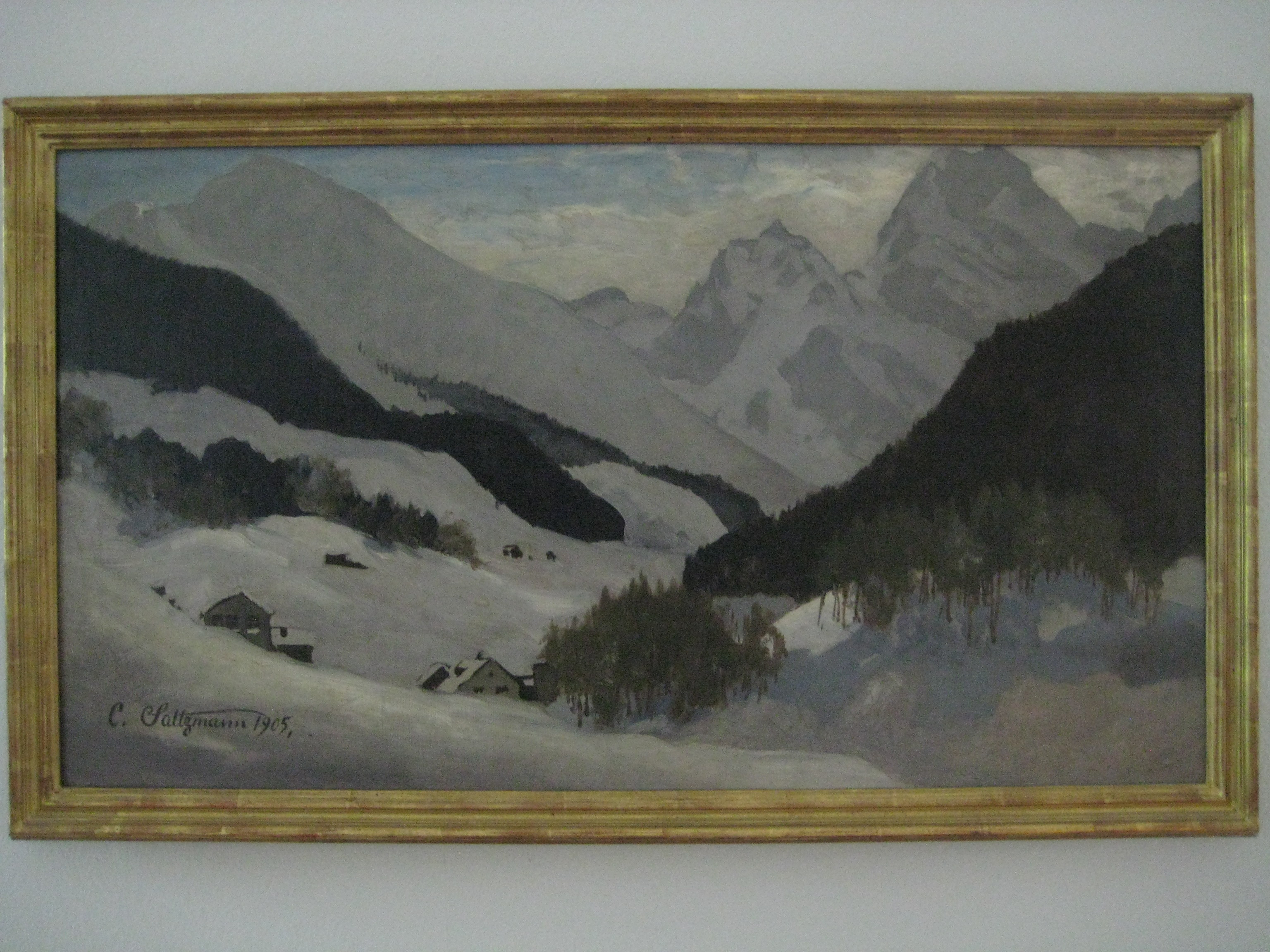
Signiert: C. Saltzmann 1905

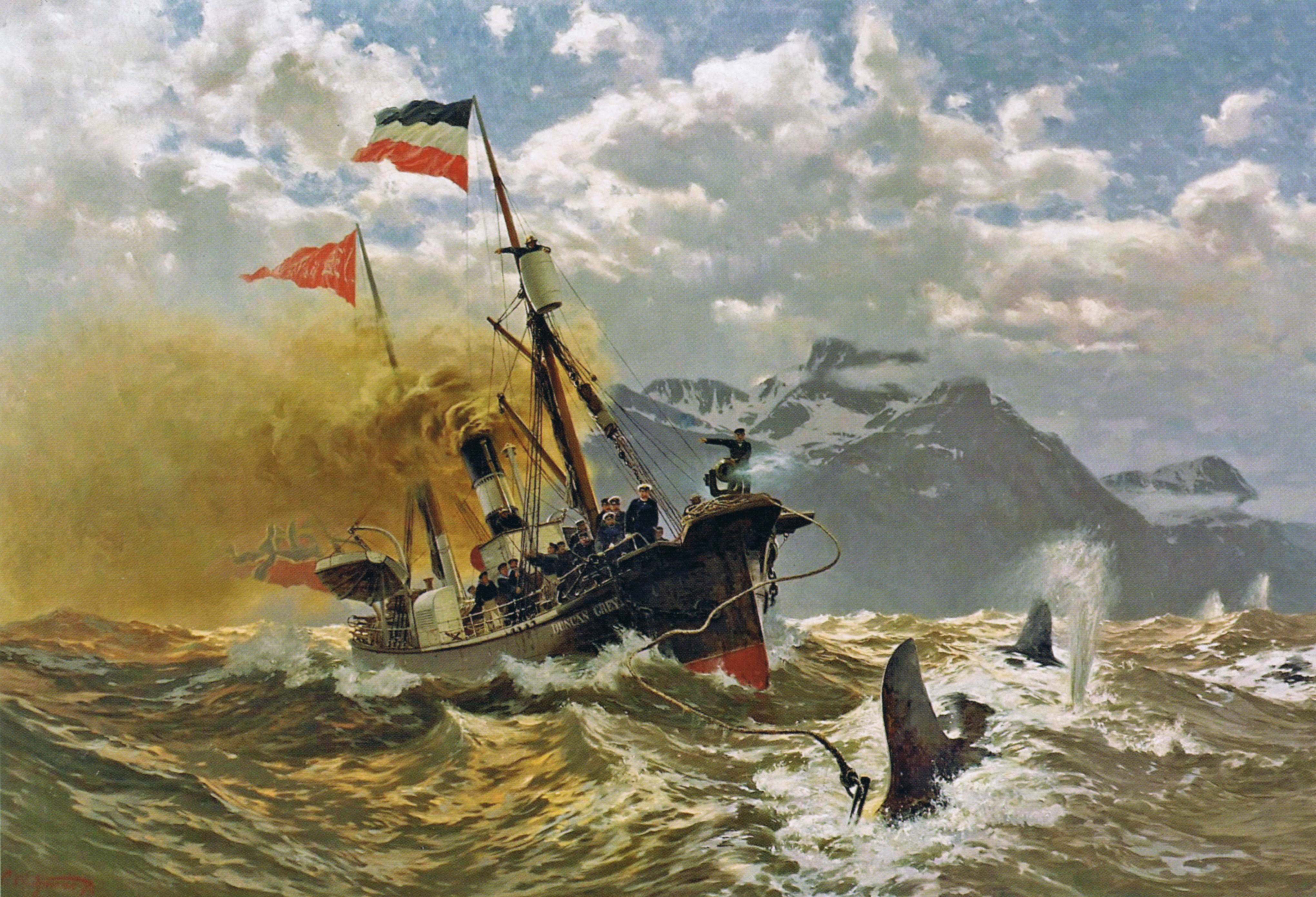
Carl Saltzmann: Kaiser Wilhelm II auf Waljagd auf dem Walfänger ‚Duncan Gray‘ vor den Lofoten, um 1900

Carl Saltzmann (* 23. September 1847 in Berlin; † 14. Januar 1923 in Potsdam) war ein deutscher Landschafts- und Marinemaler.

## Leben
Carl Saltzmann, Sohn des Schuhmachers Johann Friedrich Saltzmann, machte 1862–1866 eine Goldschmiedelehre. 1867/68 besuchte er die Berliner Kunstakademie. 1868–1871 war er Schüler von Hermann Eschke. Aus dessen Atelier für Landschaftsmalerei gingen auch Louis Douzette und Walter Moras hervor. 1872 bezog Carl Saltzmann ein Atelier in Düsseldorf und studierte bis 1875 im Umfeld der Düsseldorfer Akademie.
1877 eröffnete er ein Atelier in Berlin. Saltzmann fiel 1878 der Kronprinzessin Victoria auf, die ein Gemälde des Hafens von Kolberg von ihm kaufte und ihn als Begleiter für die im selben Jahr begonnene zweijährige Weltreise ihres Sohnes Heinrich aussuchte. Diese Reise fand auf der Korvette Prinz Adalbert statt. Sie umschiffte Südamerika und Südafrika und hatte ihren Höhepunkt in Japan.
1884/1885 gab er auf Wunsch des Prinzen Heinrich diesem und seinem Bruder Wilhelm Mal- und Zeichenunterricht, die der Kaiser in seinen Erinnerungen angenehm erwähnt. Gleich nach seiner Thronbesteigung nahm Wilhelm II. ihn 1888 auf seine erste Nordlandfahrt nach Russland, Schweden und Dänemark mit. Für sein nach der Reise gemaltes Bild Eintreffen des Kaisers in Kronstadt erhielt er 1889 auf der Fahrt nach Tromsø das Ritterkreuz des Hausordens von Hohenzollern. Zwei Gemälde wurden im Berliner Schloss aufgehängt. 1890 ließ er sich von den Architekten Ende & Böckmann eine Villa in Neubabelsberg bei Potsdam, Luisenstraße 10 (jetzt Virchowstraße 27) bauen.
Auf Wunsch des Kaisers illustrierte Saltzmann die von Paul Güßfeldt opulent erstellte Beschreibung der Reisen 1889–1892. Von 1889 bis 1914 war Wilhelm in jedem Juli auf Nordlandfahrt, also 26 Mal. 1889, 1891 und 1907 fuhr man bis zum Nordkap. Saltzmann nahm an mindestens 22 der Fahrten teil. 1894 wurde er Lehrer, 1896 Professor an der Berliner Kunstakademie. Zu seinen Schülern gehörte Egon von Kameke.1904–1912 war er Vorsitzender der Berliner Künstler e. V.
Saltzmann war verheiratet mit Clara Schulze. Er gehörte zur bevorzugten Auswahl zeitgenössischer Künstler, die das „Komité zur Beschaffung und Bewertung von Stollwerckbildern“ dem Kölner Schokoladeproduzent Ludwig Stollwerck zur Beauftragung für Entwürfe vorschlug.
Saltzmann starb 1923 in Potsdam und wurde in Potsdam-Klein-Glienicke beigesetzt.

## Werk
Saltzmann wurde geschätzt wegen seiner Seestücke und Schiffsbilder. Er malte aber auch Landschaften, insbesondere bis 1878, und lieferte Vorlagen für Buchillustrationen.

## Ehrungen

### Orden
- Ehrenkreuz III. Klasse des Königlichen Hausordens von Hohenzollern, 1889
- Ehrenkreuz des Greifenordens Mecklenburg-Schwerin, 1899
- Roter Adlerorden III. Klasse mit Schleife und königlicher Krone, 1905
- Ritterkreuz des Königlichen Hausorden von Hohenzollern, 1910
- Kronenorden II. Klasse, 1913
- Dannebrogorden Dänemark, Ritter III. Klasse
- Wasaorden Schweden, Ritter I. Klasse
- Sankt-Olav-Orden Norwegen, Ritter I. Klasse
- Mecidiye-Orden Osmanisches Reich, III. Klasse[4]

### Auf Ausstellungen
- Ehrenvolle Erwähnung, Königliche Akademie der Künste Berlin, 1884
- Kleine goldene Medaille, Königliche Akademie der Künste Berlin, 1887
- Große goldene Medaille, Königliche Akademie der Künste Berlin, 1888
- Medaille der Weltausstellung Chicago, 1893
- Silbermedaille Crystal Palace London, 1894
- Ehrenvolle Erwähnung, Weltausstellung Paris 1900[4]